# Solenostomus cyanopterus
Solenostomus cyanopterus es una especie de pez singnatiforme de la familia Solenostomidae.
Se denomina comúnmente pez pipa fantasma robusto o pez pipa fantasma de hocico áspero. Se asocia a arrecifes de coral y fondos blandos, en aguas tropicales de los océanos Índico y Pacífico. 
Tiene la capacidad de adaptar su coloración al entorno, como estrategia de camuflaje, lo que unido a su forma de nadar, dejándose llevar por la corriente, suponen adaptaciones de una cripsis que lo hace pasar inadvertido para sus predadores. El proceso de cambio de coloración se ha medido en 36 horas de duración.

## Morfología
Tienen la boca en forma de tubo, de complexión robusta relativamente, y la cabeza en horizontal con el cuerpo, que es relativamente corto y comprimido, con 27-35 placas óseas estrelladas, que conforman su esqueleto externo. La región de la cabeza, incluido el hocico, representa un tercio del tamaño total Los machos presentan espinas pre-maxilares. 
Se diferencian de las especies de la familia Syngnathidae por la presencia de aletas ventrales, aletas dorsales secundarias, y por tener todas las aletas grandes y desarrolladas. También por ser las hembras las que incuban los huevos, en el caso de Solenostomus. El pedúnculo caudal es corto y con ocho placas. La aleta caudal es truncada, redondeada o lanceolada.
• Tienen 5 espinas y entre 17-22 radios blandos dorsales, sin espinas anales y entre 17-22 radios blandos anales, y 32-33 vértebras.
• Las hembras tienen una bolsa incubadora entre sus grandes aletas ventrales. 
• Las hembras pueden alcanzar 17 cm de longitud total, los machos son un 37% más pequeños.
• Su coloración es variable, aunque la misma recubre la totalidad del animal, del hocico a la aleta caudal. Puede ser negro, rojo, gris, marrón, verde, amarillo o azul. Cuando presenta más de una tonalidad es que está mutándola.

## Alimentación
Son predadores emboscados. Se alimentan principalmente de pequeños crustáceos, cangrejos y larvas de peces.

## Reproducción
Son monógamos y ovovivíparos. La hembra transporta los huevos en una bolsa incubadora entre sus aletas ventrales, que están modificadas para esta función. La cantidad de huevos por puesta es variable, se ha estimado que la cantidad normal de una puesta es de 350 huevos. El diámetro de los huevos oscila entre 0,50 y 0,75 mm.

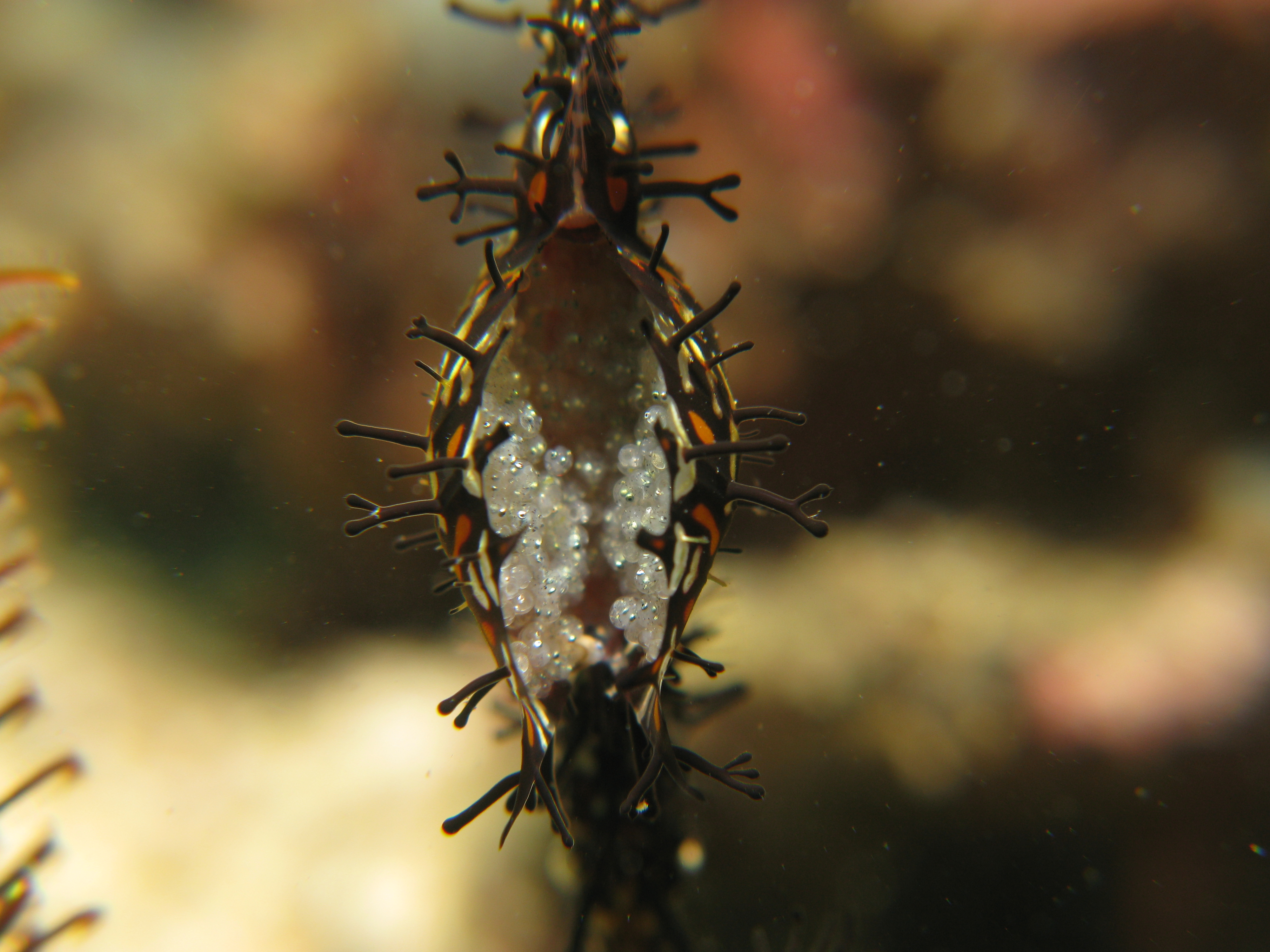
Bolsa incubadora entre las aletas ventrales de una hembra S. paradoxus
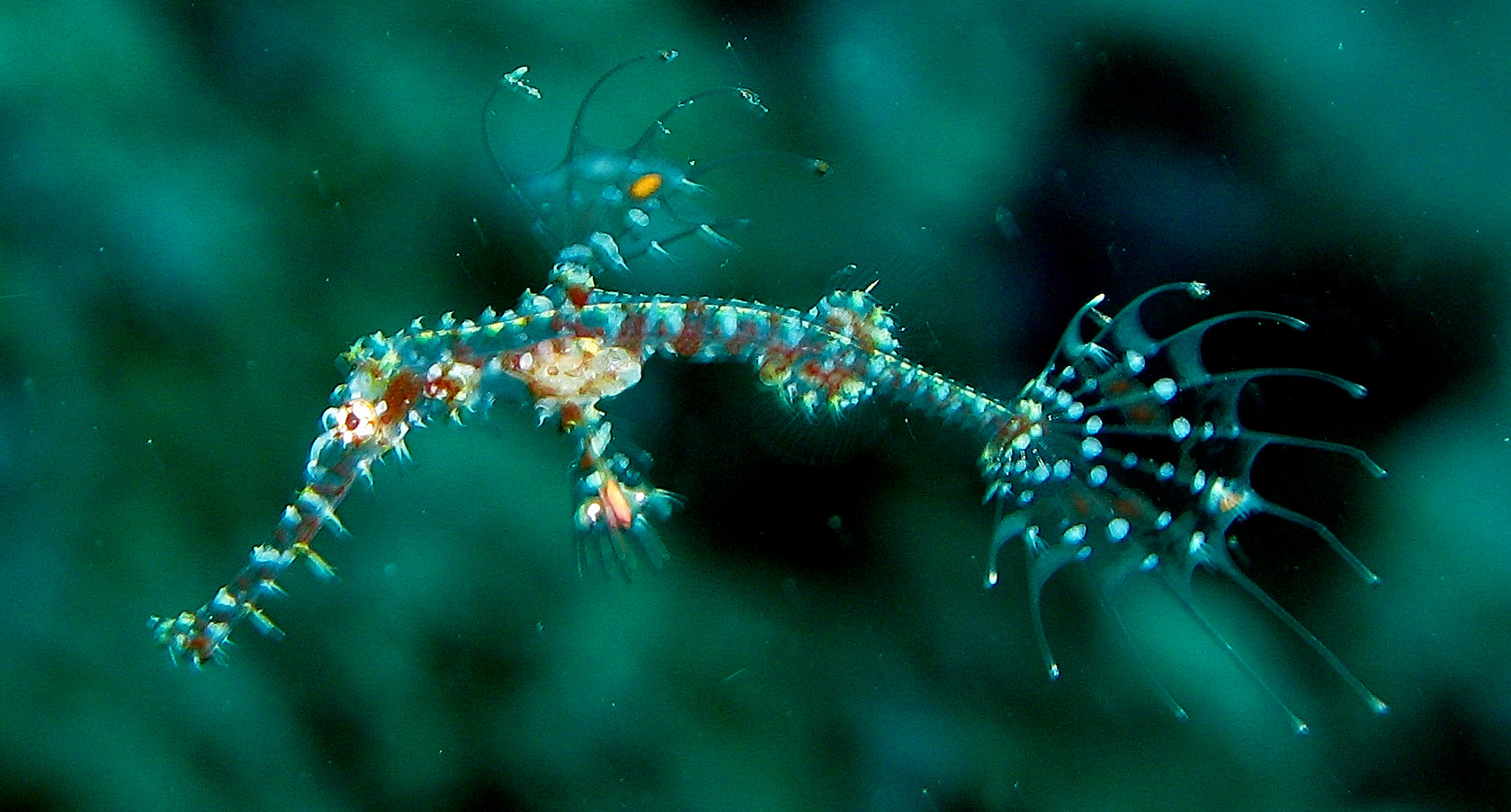
Ejemplar post-pelágico de S. paradoxus

Cuando eclosionan, surgen individuos perfectamente formados, transparentes, de unos 30 mm, que permanecen bastante tiempo en estado pelágico, hasta que casi alcanzan el tamaño adulto, lo que contribuye a su dispersión. 

## Hábitat y comportamiento
Es una especie no común, de clima tropical, y asociada a los arrecifes de coral, praderas de algas y fondos blandos. Es una especie béntica. Se les ve, en los extremos de los arrecifes, normalmente inclinados boca abajo, en fondos de escombros y arenosos, en busca de sus presas.
Los adultos suelen ir solos o, más frecuentemente, en parejas, en praderas marinas, o entre algas flotantes.
Su rango de profundidad se extiende desde los 0 hasta los 25 metros.

## Distribución geográfica
Se encuentran desde el Mar Rojo y el África Oriental, hasta el Pacífico, delimitando su rango Fiyi al este, el Japón al norte y Australia al sur.
Está presente en Australia, Andaman (India), Comoros, Fiyi, Guam, India, Indonesia, Japón, Madagascar, Maldivas, islas Marianas del Norte, islas Marshall, Mauritius, Micronesia, Mozambique, Nueva Caledonia, Palaos, Papúa Nueva Guinea, Reunión, Sri Lanka, Sudáfrica, Tailandia, Taiwán y Tanzania.

## Galería

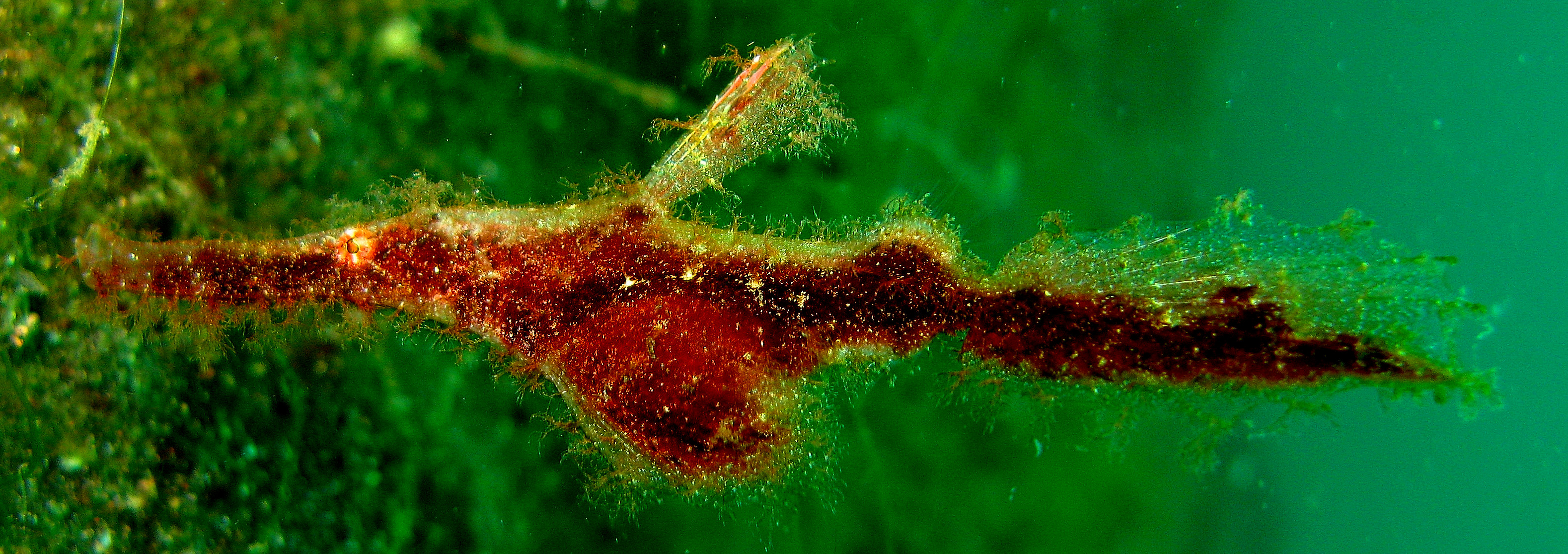
Ejemplar rojizo
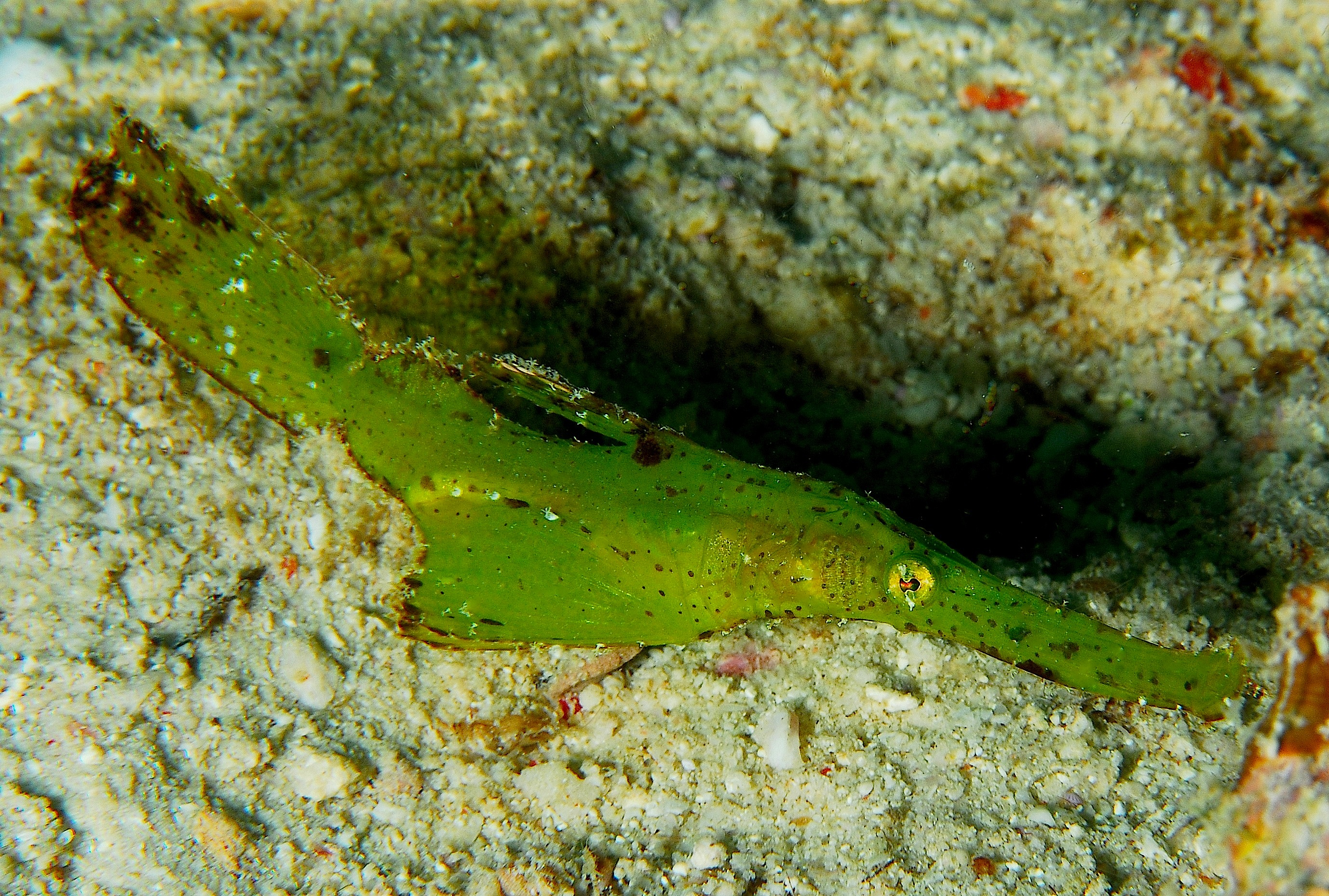
Camuflado de hoja de alga
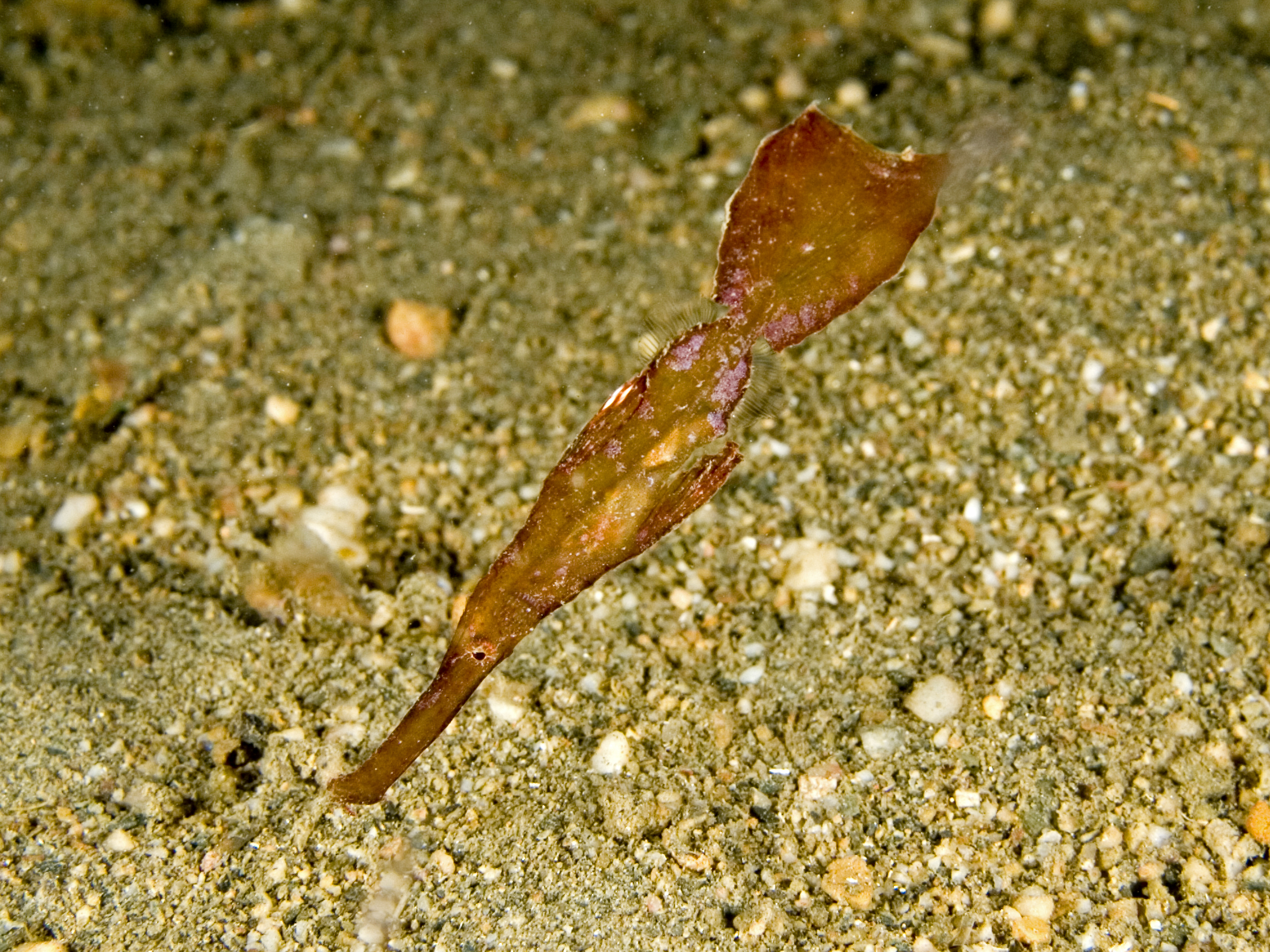
Con la tonalidad del substrato en Timor Este
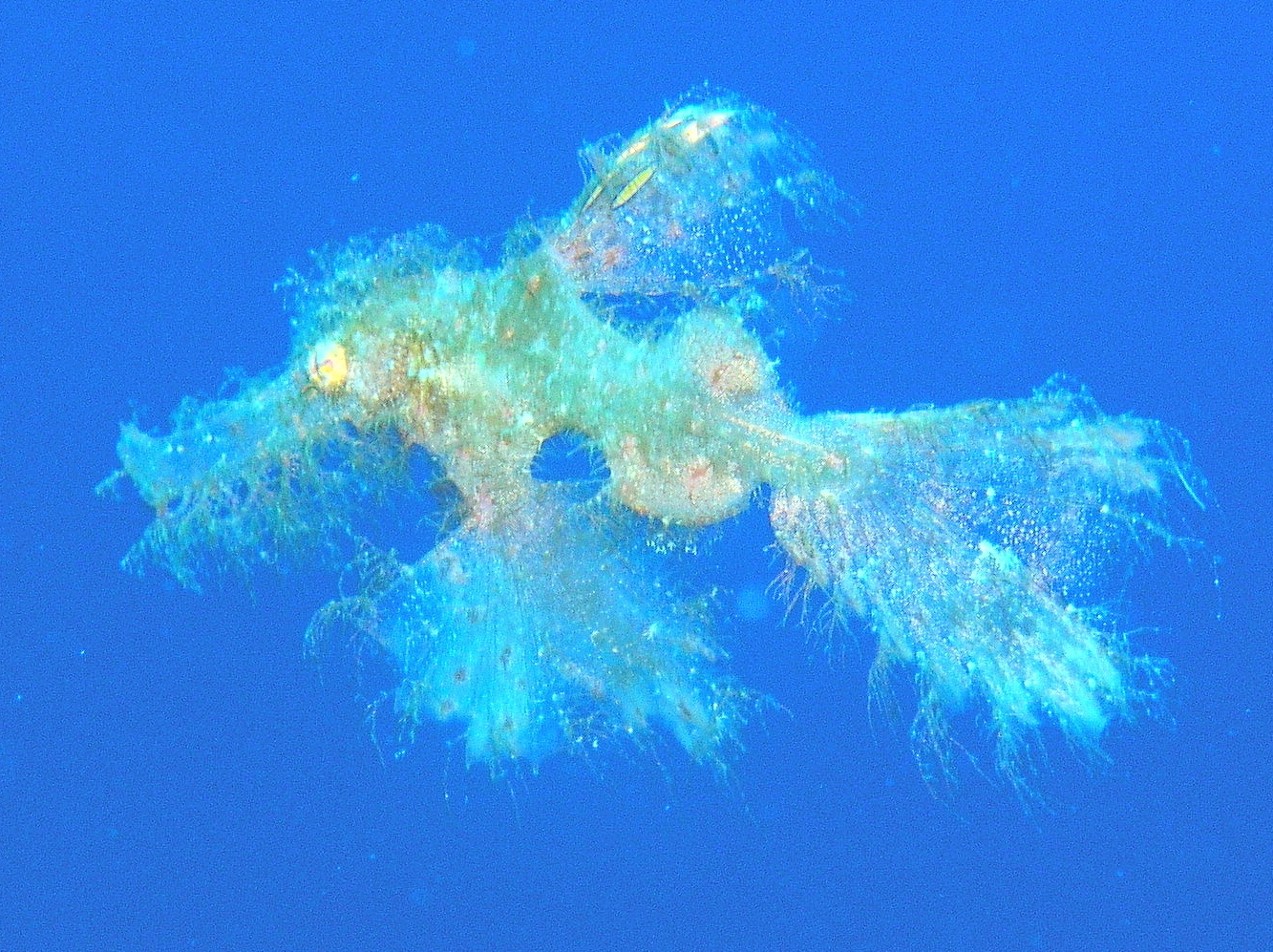
Ejemplar azul fantasmal de S. cyanopterus en Madagascar
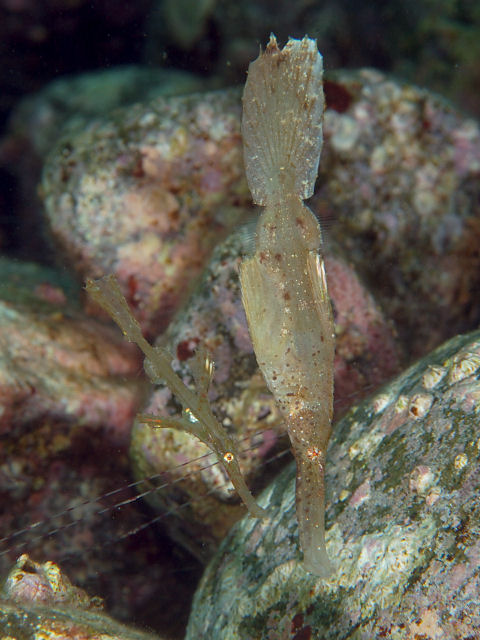
Pareja mimetizada con las rocas en Izu, Japón
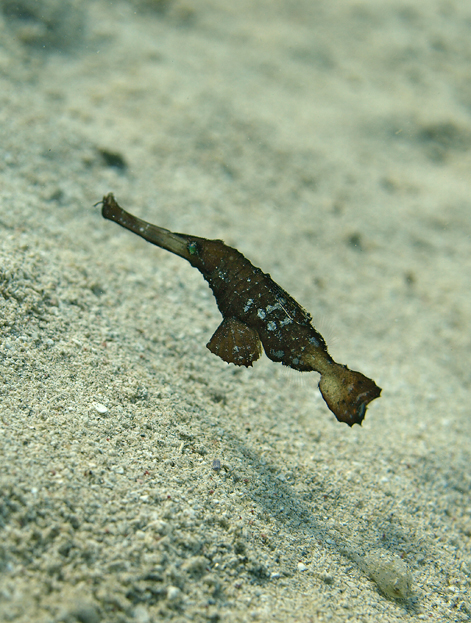
S. cyanopterus en  Marsa Alam, Egipto
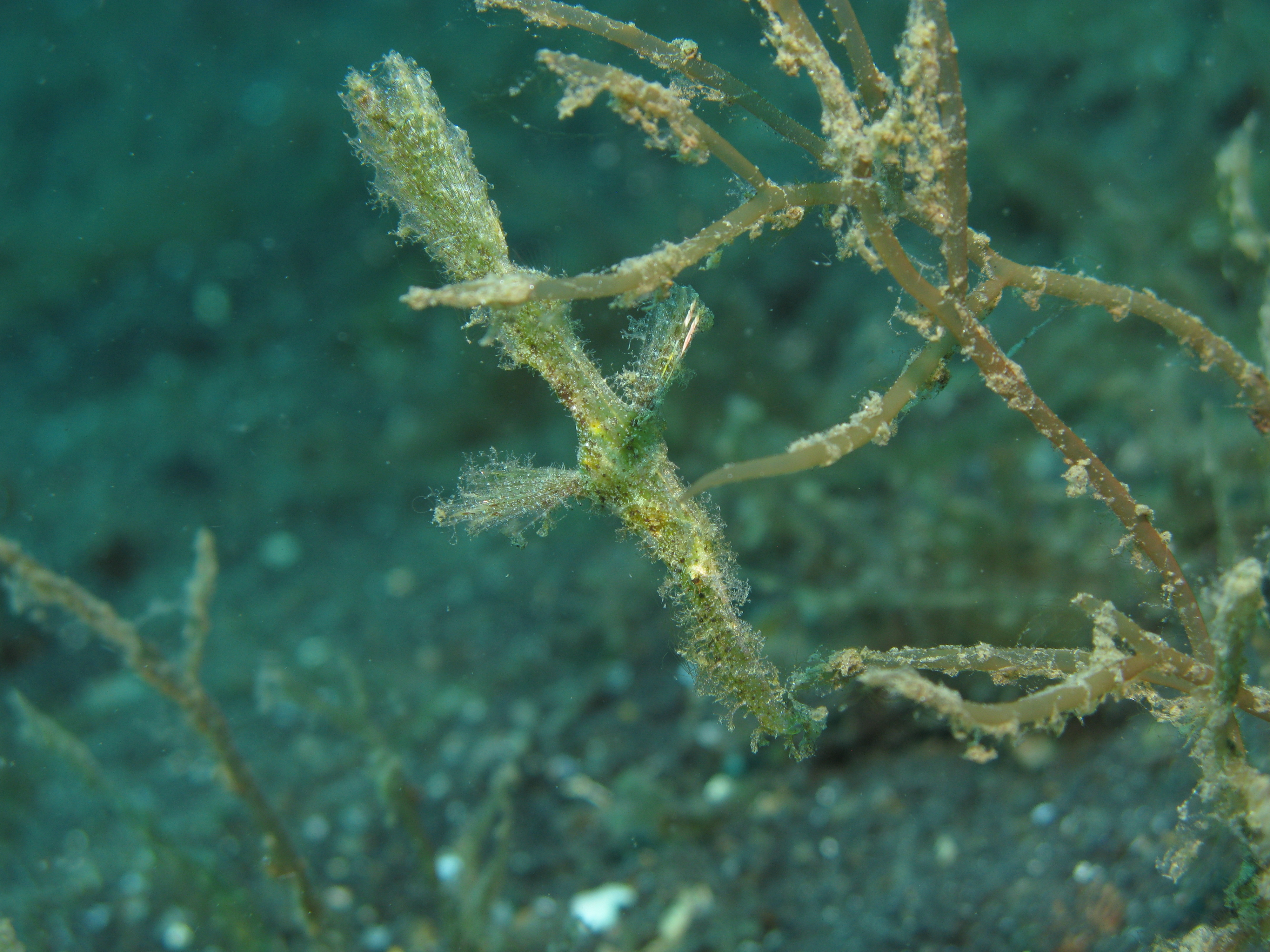
El arte del camuflaje
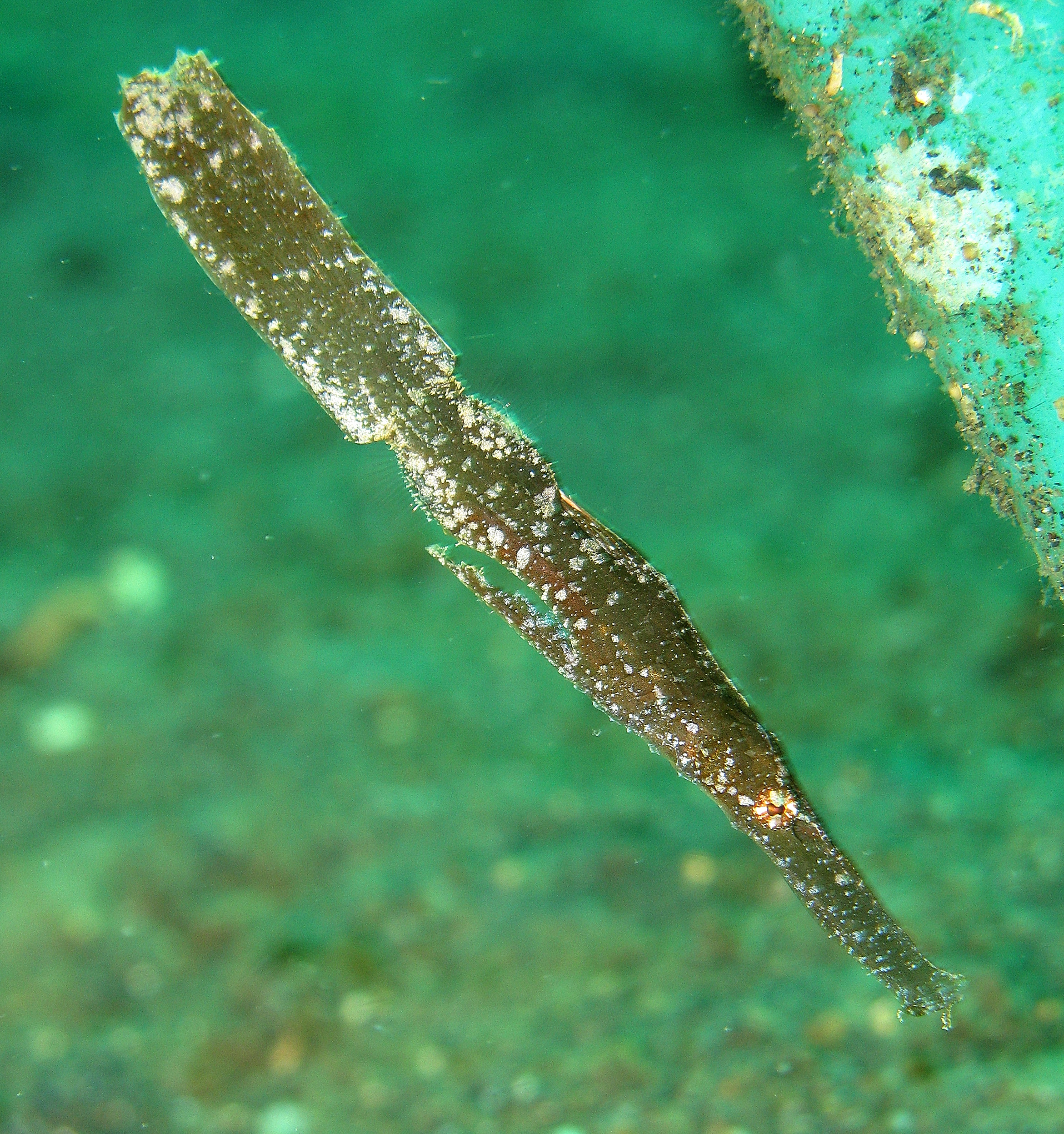
S. cyanopterus
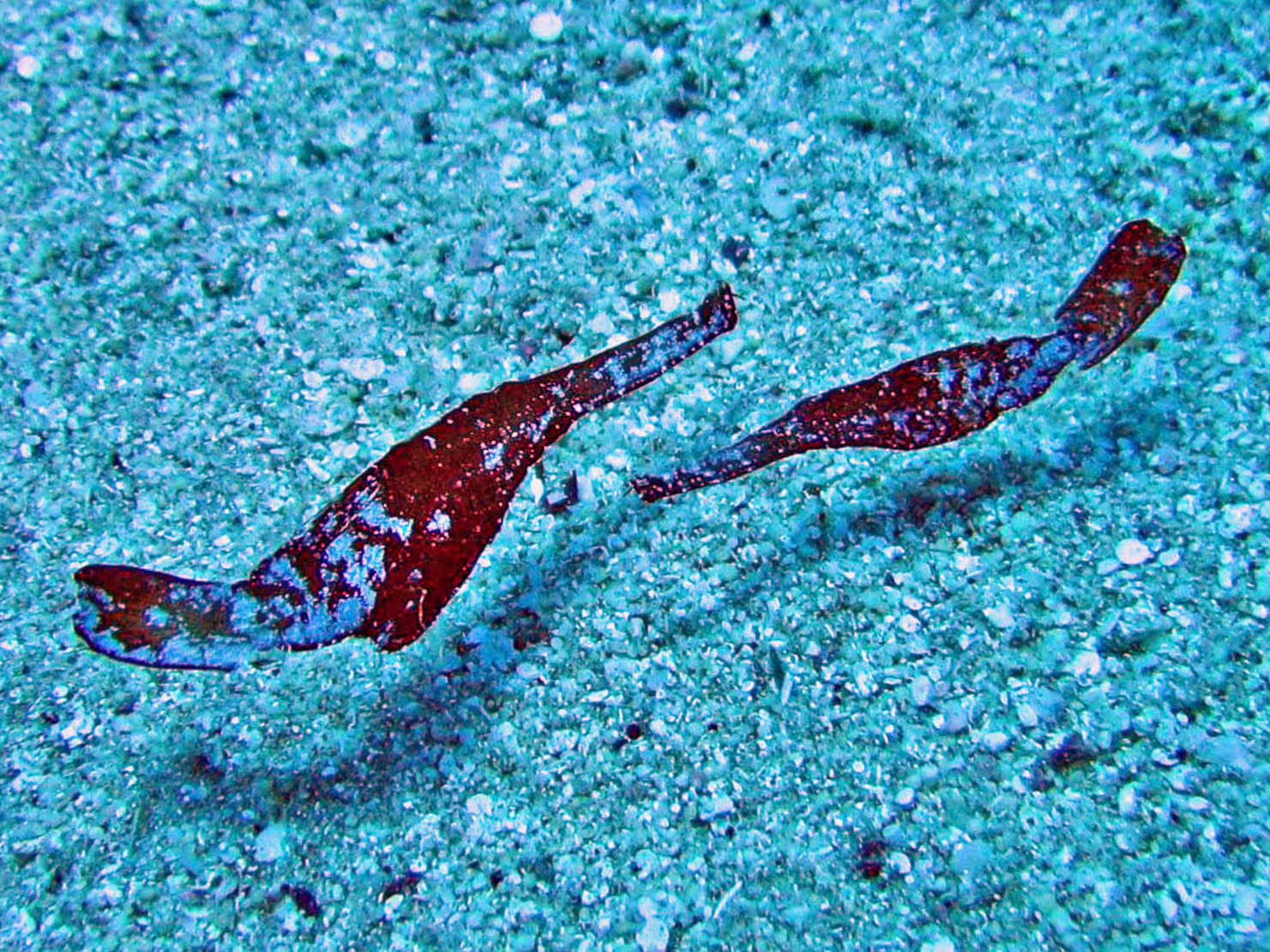
Pareja de S. cyanopterus mutando su color rojizo al azulado del substrato
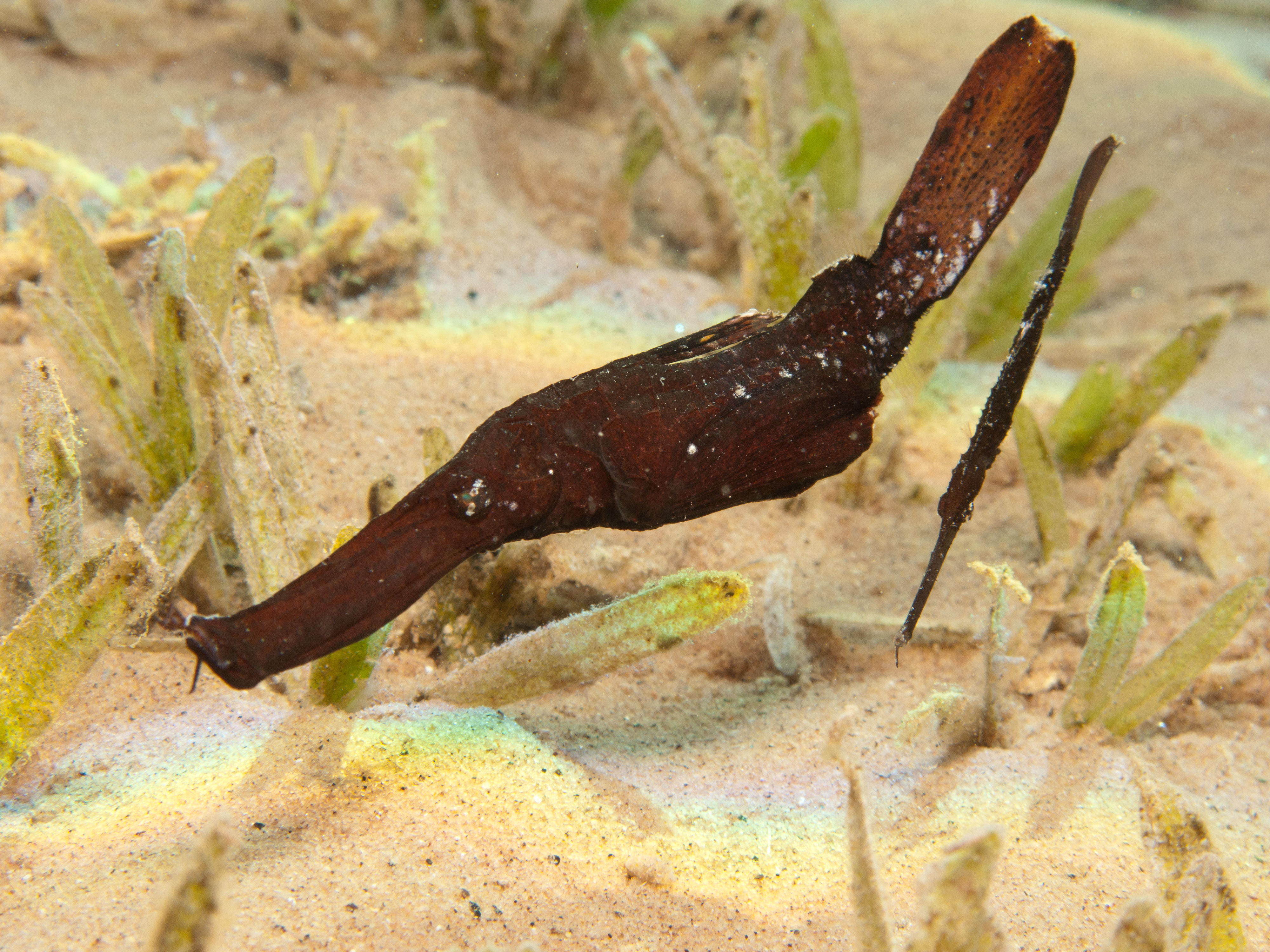
S. cyanopterus en Nuwaiba, Janub Sina', Egipto
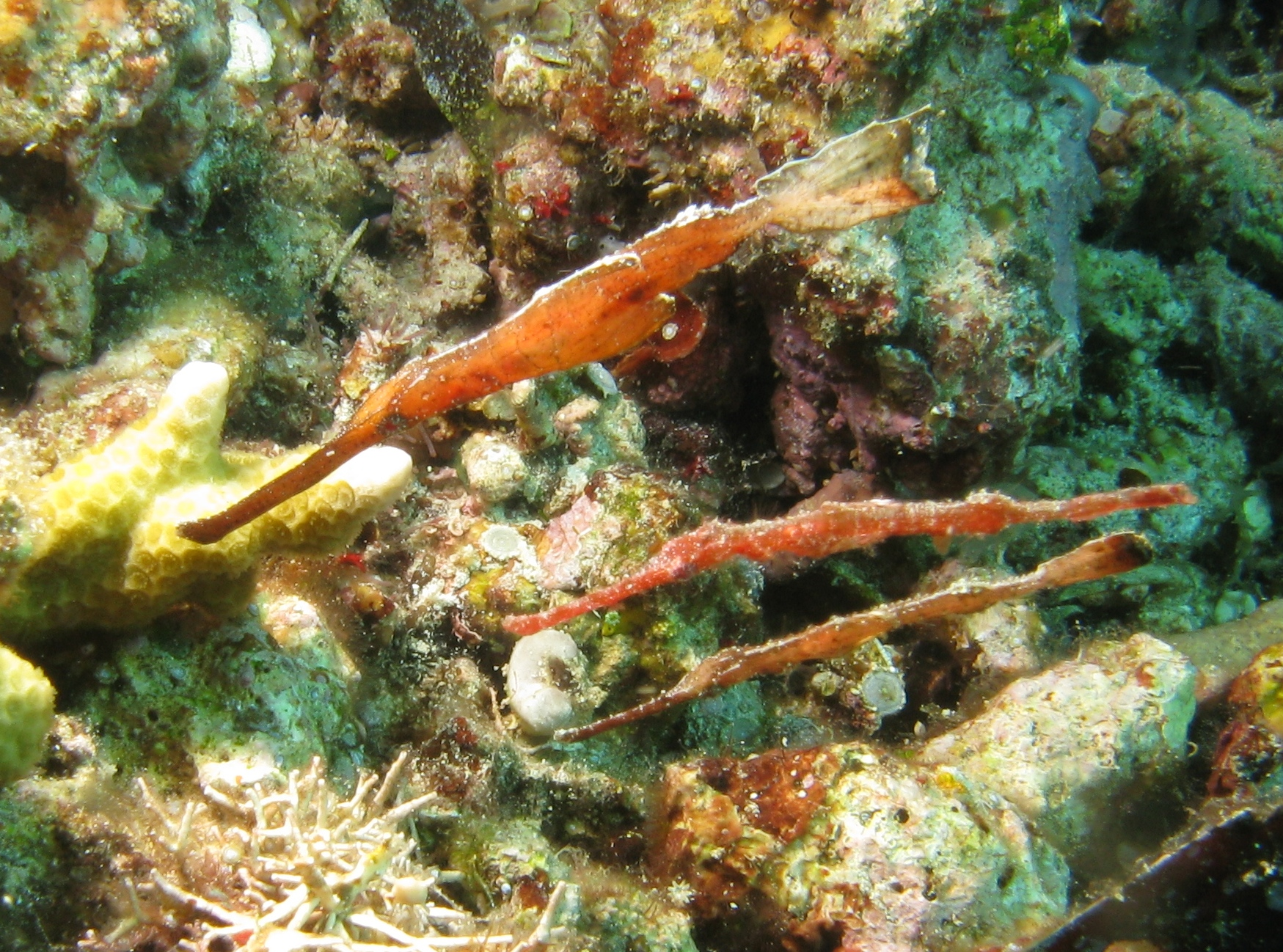
Grupo de S. cyanopterus en Indonesia